# Зоран Лаловић
Зоран „Лотке“ Лаловић (Београд, 24. јануар 1950 — Београд, 3. мај 2015) био је српски музичар, продуцент и певач хеви метал групе Краљевски апартман.

## Краљевски апартман

### 1997—2007.
Зоран Лаловић је са Зораном Здравковићем, уз подршку фронтмена Рибље чорбе, Боре Ђорђевића, основао хеви метал групу Краљевски апартман. Прва постава групе се састојала од Лаловића (вокал), Здравковића (гитара), Зорана Рончевића (бубњеви), Небојше Чанковића (гитара) и Владимира Рајчића (бас-гитара). Ова постава је снимила први албум Long Live Rock 'n' Roll за Rock Express Records. Насловна нумера са албума је уједно и обрада песме групе Rainbow која се нашла на албуму. На албуму се налазило осам песама. Зоран Здравковић је написао већину тесктова и музике за овај албум, а Лотке је написао текстове за песме „Горе дигни главу“ и „Опрости ми“. Група је у овом периоду наступала као подршка Рибљој чорби на турнејама и презентовала овај албум публици у Србији.
2000. године, група је поново за Rock Express Records снимила други албум Изгубљен у времену.
2002. године, група је такође за Rock Express Records издала трећи албум Rocker на коме се нашло једанаест песама и једна бонус песма, У лавиринту седам греха, а Лотке је отпевао све песме осим "Niemandsland" са текстом на немачком језику, коју је отпевао Зоран Здравковић.
2004. године, група је први пут у истој постави издала албум за ПГП РТС под називом Рука правде. На овом албуму се нашло десет песама, од којих је свих десет отпевао Лотке. Овај албум је, како од стране слушалаца, тако и од стране критике, сматран као њихов најбољи рад. Песме „Рука правде“, „Дао сам све од себе“, „Изабери један пут“ и баладе „Све у своје време“ и „Све су ноћи исте“ су постале најпознатије. Група је представила албум на турнеји са београдским Радијом 202 током концерата са Хитом 202.
2005. године, група је ушла у прву деценију постојања и за 10. рођендан су најавили снимање живог албума и DVD-а. DVD је уживо снимљен у београдском СКЦ-у и издат под насловом 10 Година са вама - Live SKC. Након изласка овог албума, група је одржала доста концерата као што је била подршка Вајтснејку на београдском Ташмајдану. Ово је такође био последњи концерт на којем је свирао клавијатуриста Дејан Ђорђевић. Уз одлазак Ђорђевића, групу је такође напусто и бубњар Зоран Рончевић. Рончевић је замењен Зораном Радовановићем који је раније свирао са Генерацијом 5. Једно време група је свирала као четворочлана све док у њу није дошао Милош Николић, брат Марка Николића, као ритам гитариста. Ова постава је почела да пише материјал за наредни албум. Једна од песама, „Чувар тајни“, појавила се на радио-станицама као промотивна песма за предстојећи албум. 17. августа 2007. године група је свирала на београдском Beerfest-у, што је уједно и био последњи наступ певача Зорана Лаловића пре него што је напустио групу. Његова замена је био фронтмен групе Which 1 Иван „Ђера“ Ђерковић.

### Ван групе август 2007-септембар 2008.
Први и једини албум са Ђерковићем на вокалу, Чувар тајни је изашао за ПГП РТС 2008. године. На албуму се нашло нових девет песама, као и прерађена верзија песме „Јесен“ (чији текст је написао Лотке), која се оригинално налази на другом албуму групе, Изгубљен у времену. Лотке је са бубњарем Зораном Рончевићем оформио сопствену групу која је месецима наступала као безимени бенд, док није добила име „Лотке и Лавиринт“ и изводила је песме Краљевског апартмана.

### Повратак у групу септембар 2008—2015.
Након неколико промотивних концерата за нови албум, у септембру 2008. године у групу се враћа Лотке уместо Ђерковића. 2009. године, група је снимила сингл Пандора и то је прва песма у којој је Лотке отпевао вокале по повратку у бенд. Током 2010. и 2011. године, група је снимила још један сингл и две песме Магија (посвећена преминулом оснивачу хеви метал стила Рони Џејмс Диу) и Додај гас (бајкерска химна), које су се нашле на новом албуму Игре без правила. Албум је изашао 2. новембра 2012, а продукцију је радио Лотке.

### Смрт
Средином 2014. године му је откривен рак бубрега, који је убрзо метастазирао на плућа. Упркос хемиотерапији наступао је на свиркама и концертима уз помоћ другог певача Дејана Антића у београдском клубу Дангуба 12. октобра 2014, а његов последњи наступ био је на београдском тргу за дочек нове 2015. године. 3. марта у клубу Фест у Земуну и 10. марта у клубу Дангуба су одржана два хуманитарна концерта за помоћ Лоткету у борби са тешком болешћу на коме су наступили познати бендови и музичари међу којима су Рамбо Амадеус, Дадо Топић, Ђорђе Давид и многи други. Упркос силној борби са тешком болешћу, Лотке је преминуо 3. маја 2015. године у 66. години.

## Дискографија

### Краљевски апартман

#### Синглови
- У лавиринту седам греха (2002)
- Пандора (2009)
- Магија/Додај гас (2011)

#### Студијски албуми
- Long Live Rock 'n' Roll (1997)
- Изгубљен у времену (2000)
- Rocker (2002)
- Рука правде (2004)
- Игре без правила (2012)

#### Албуми уживо
- Best Of Live (1996 - 2005) (2005)

#### Видео албуми
- 10 година са вама - Live SKC (2005)